# Тонкацу

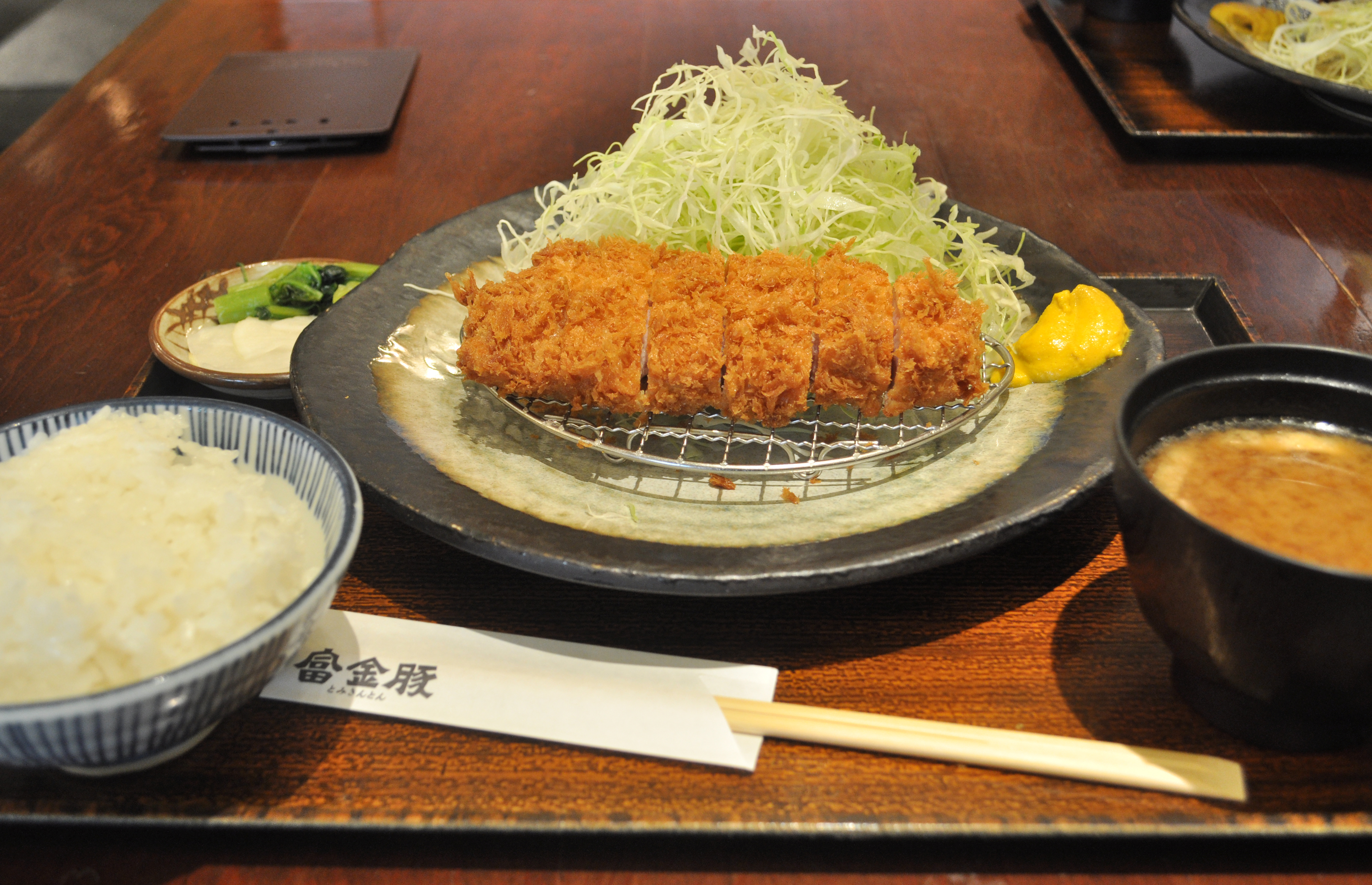
Тонкацу, типове сервування в ресторані

Тонкацу (яп. 豚 カ ツ, свиняча котлета) — страва японської кухні, засмажена у фритюрі свиняча відбивна. Нарівні з темпурою це достатньо популярний в Японії представник так званої йошоку — західної кухні. Найпопулярніша страва зі свинини в Японії.

## Приготування
Шматочки відбитого свинячого філе обвалюють у борошні, а потім у паніровці панко. Отримані котлети смажать у фритюрі. Відбивні зазвичай подають разом з нашаткованою капустою, часточкою лимона та популярним у Японії вустерширським соусом. У ресторанах на додаток до цієї страви часто подають миску вареного рису, тарілку місо-супу та нарізку свіжої капусти.

## Галерея

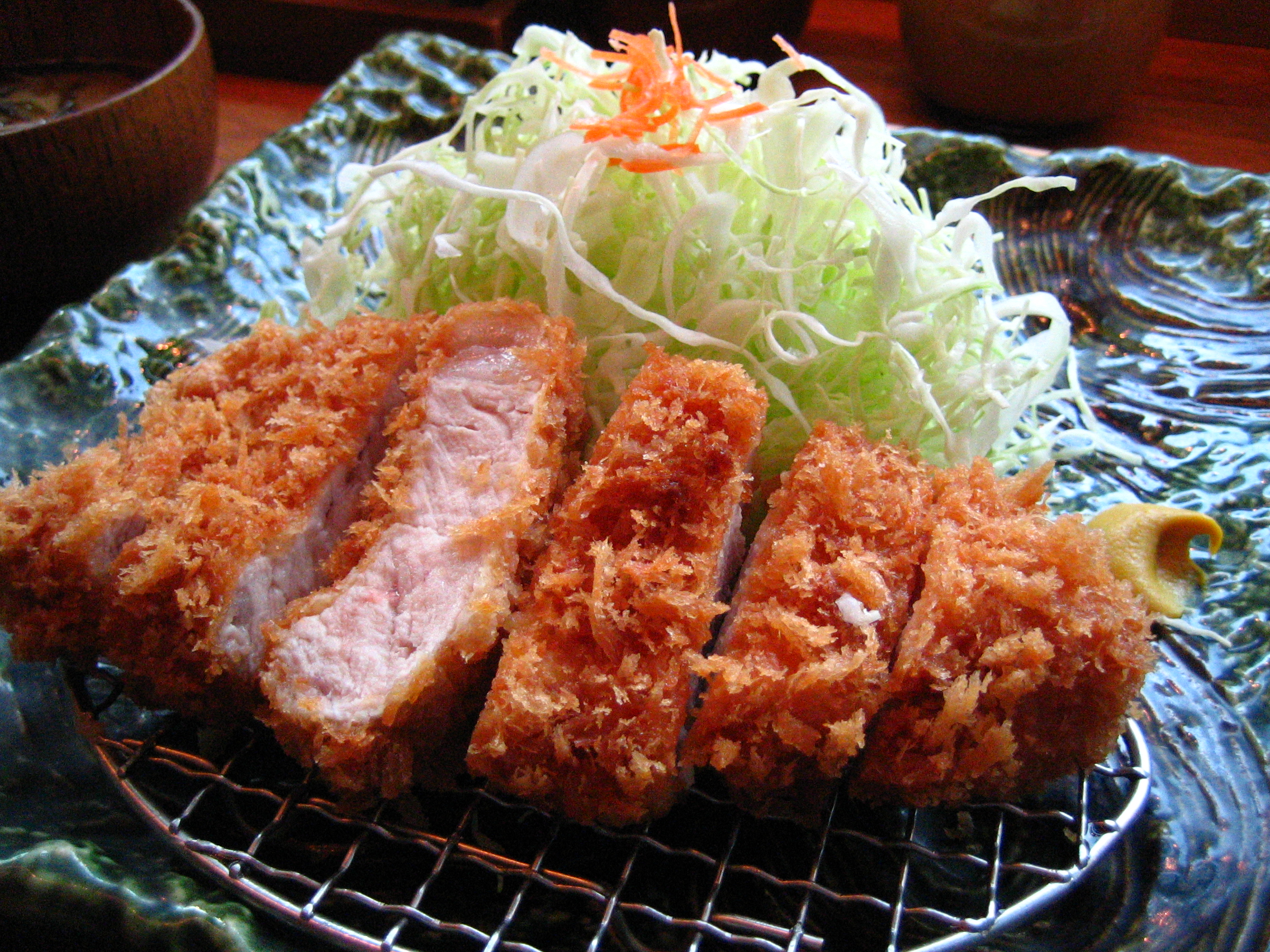
Тонкацу з шинкованою капустою
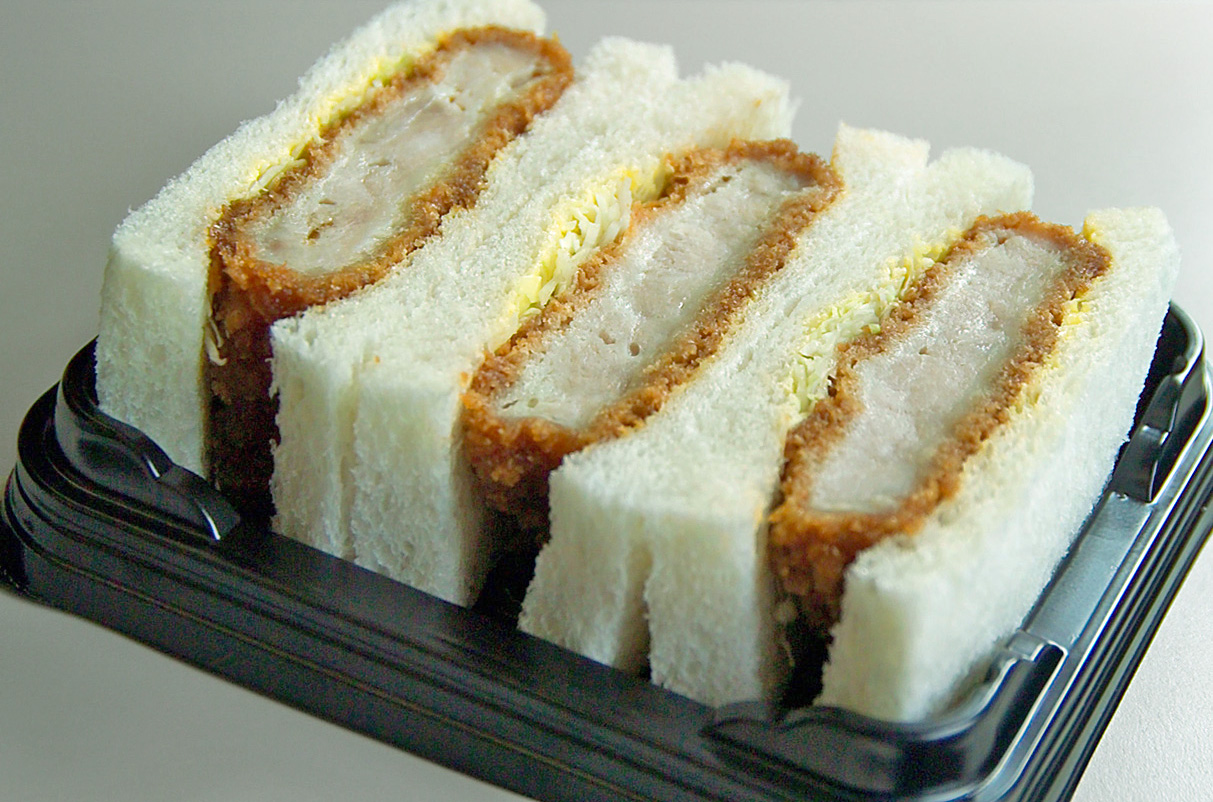
Танкацу в сендвічі
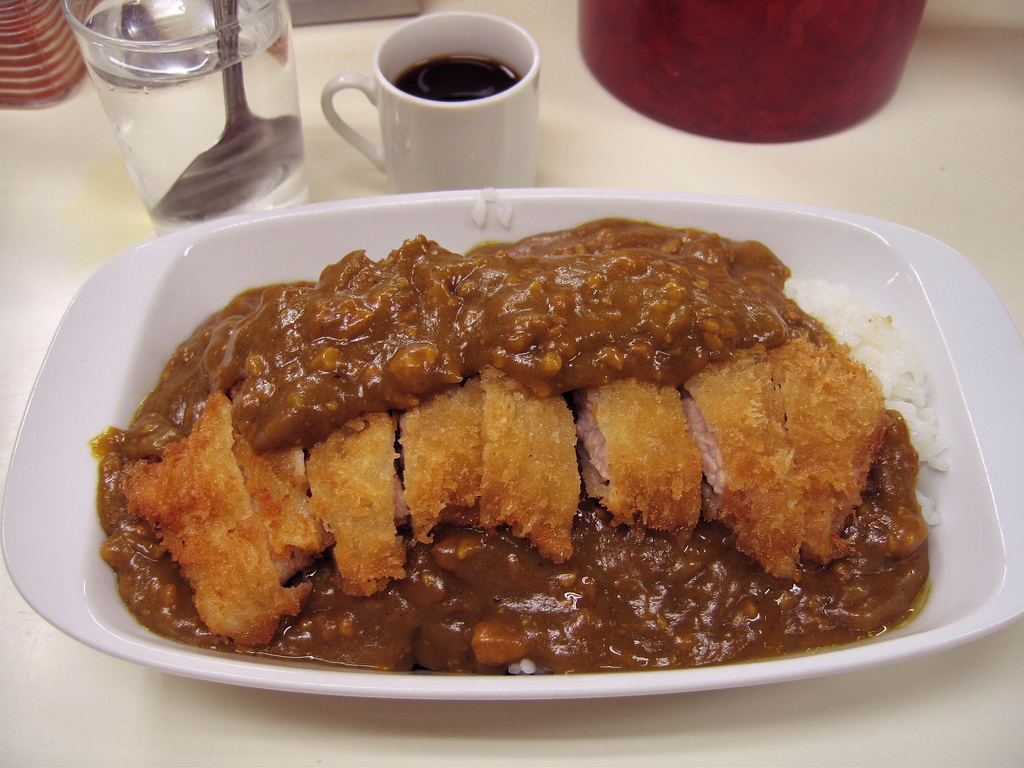
Катсу карі